# Cosmocalyx
Cosmocalyx es un género monotípico de plantas con flores de la familia Rubiaceae. Su única especie,  Cosmocalyx spectabilis Standl., es originaria de México en Yucatán.

## Taxonomía
Cosmocalyx spectabilis fue descrita por Paul Carpenter Standley y publicado en Publications of the Field Museum of Natural History, Botanical Series 8(1): 56. 1930.